# 春の雪 (徳永英明の曲)
「春の雪」（はるのゆき）は、2011年1月19日に発売された德永英明46枚目のシングル。

## 解説
デビュー25周年アニバーサリーイヤー第1弾シングル。「時の流れに身をまかせ」以来、約10ヶ月ぶりのシングル。オリジナル楽曲のシングル発売は「Hello」以来、1年5ヶ月ぶり。
カップリングはデビュー・シングルの「Rainy Blue」をセルフカバー。オリジナル編曲家・武部聡志と25年ぶりに当時の編曲にてリメイクした。

## パッケージ仕様
通常盤と初回限定盤2形態で発売。初回限定盤は「春の雪」のミュージック・ビデオが収録されたDVD付。

## ミュージック・ビデオ
ミュージック・ビデオに「春の雪」が主題歌となっているドラマ『さくら心中』で主人公と相手役を演じる徳山秀典と田中美保が出演。

## 収録曲

### CD
全曲　作曲：德永英明
1. 春の雪
作詞：德永英明　編曲：坂本昌之
東海テレビ・フジテレビ系ドラマ『さくら心中』主題歌
2. レイニー ブルー〜25th Anniversary Track〜
作詞：大木誠　編曲：武部聡志
3. 春の雪（instrumental）
4. レイニー ブルー〜25th Anniversary Track〜（instrumental）

### DVD（初回限定盤）
1. 春の雪（Music Video）